# Контоар
Контоар (фр. Contoire) насеље је и општина у североисточној Француској у региону Пикардија, у департману Сома која припада префектури Мондидје.
По подацима из 2011. године у општини је живело 433 становника, а густина насељености је износила 60,64 становника/km². Општина се простире на површини од 7,14 km². Налази се на средњој надморској висини од 57 метара (максималној 115 m, а минималној 41 m).

## Демографија
| 1962. | 1968. | 1975. | 1982. | 1990. | 1999. | 2011. |
| ----- | ----- | ----- | ----- | ----- | ----- | ----- |
| 271   | 286   | 329   | 345   | 342   | 340   | 433   |

График промене броја становника у току последњих година